# Labajos
Labajos – gmina w Hiszpanii, w prowincji Segowia, w Kastylii i León, o powierzchni 20,96 km². W 2011 roku gmina liczyła 147 mieszkańców.